# Gilles Berolatti
Gilles Berolatti   (París, 4 de maig de 1944) és un tirador d'esgrima francès, especialista en floret, que va competir durant les dècades de 1960 i 1970.
El 1968 va prendre part en els Jocs Olímpics d'Estiu de Ciutat de Mèxic, on va guanyar la medalla d'or en la prova de floret per equips del programa d'esgrima. Quatre anys més tard, als Jocs de Múnic, va guanyar la medalla de bronze en la mateixa prova.
En el seu palmarès també destaquen una medalla d'or i una de bronze a les Universíades de 1965 i 1967 respectivament.